# Gayon
Gayon ist eine französische Gemeinde mit 55 Einwohnern (Stand 1. Januar 2022) im Département Pyrénées-Atlantiques in der Region Nouvelle-Aquitaine (vor 2016: Aquitanien). Die Gemeinde gehört zum Arrondissement Pau und zum Kanton Terres des Luys et Coteaux du Vic-Bilh (bis 2015: Kanton Lembeye).
Die Einwohner werden Gayonais und Gayonaises genannt.

## Geographie
Gayon liegt circa 40 Kilometer nordöstlich von Pau in der Region Vic-Bilh in der historischen Provinz Béarn am nordöstlichen Rand des Départements.
Umgeben wird Gayon von den Nachbargemeinden:
| Vialer   |                                             | Arricau-Bordes |
| Lalongue | Kompassrose, die auf Nachbargemeinden zeigt | Castillon      |
|          | Lespielle                                   |                |

Gayon liegt im Einzugsgebiet des Flusses Adour. Einer seiner Nebenflüsse, der Lées, strömt mit seinen Zuflüssen Ruisseau de Tachoires und Ruisseau de Larrigan durch das Gemeindegebiet.

## Geschichte
Der Fund eines befestigten Lagers auf dem Gebiet der Gemeinde belegt eine frühe Besiedelung bereits in der Frühgeschichte. Im Mittelalter entwickelte sich die Gemeinde mit der Einsetzung einer Grundherrschaft, die im 14. Jahrhundert erstmals erwähnt wurde. In der Volkszählung des Béarn im Jahre 1385 wurden 22 Haushalte gezählt und vermerkt, dass das Dorf zur Bailliage von Lembeye gehört. Eine gewisse Bedeutung in dieser Zeit wird durch die Existenz von zwei Schmieden und einem Pfarrer belegt. Die Grundherrschaft ging im 16. Jahrhundert an François de Navarro, der sie mit dem Vicomte von Béarn fortan teilte, anschließend an die Familie Lalande, Théophile de Gayon und im 17. Jahrhundert an die renommierte Familie de Gassion.
Toponyme und Erwähnungen von Gayon waren:
- Caioo (1383, Verträge des Notars Luntz),
- Gayoo (1385, Volkszählung im Béarn) und
- Gayon (1750, Karte von Cassini).[4][5]

### Einwohnerentwicklung
Nach Höchstständen der Einwohnerzahl von über 300 in der ersten Hälfte des 19. Jahrhunderts hat sich die Zahl bei kurzen Wachstumsphasen bis heute um über 80 % reduziert, und dieser Negativtrend hält an.
| Jahr      | 1962 | 1968 | 1975 | 1982 | 1990 | 1999 | 2006 | 2009 | 2022 |
| --------- | ---- | ---- | ---- | ---- | ---- | ---- | ---- | ---- | ---- |
| Einwohner | 94   | 115  | 114  | 95   | 77   | 92   | 69   | 60   | 55   |

## Sehenswürdigkeiten
- Pfarrkirche, gewidmet Johannes dem Täufer. Sie wurde 1901 nach Plänen der Architekten Gabarret et Noustary errichtet, wobei die westliche Wand der Kirche und die Wände des Langhauses von einem früheren Gotteshaus stammen. Der mit Schiefer gedeckte Langbau beherbergt ein Kirchenschiff und besitzt einen Glockengiebel, typisch für Kirchen in der Region. Im Innern der Kirche ist die Decke mit einem Kreuzrippengewölbe versehen. Die Glasfenster stammen aus der ersten Hälfte des 20. Jahrhunderts und sind Werke der Glasmaler Henri und Louis Gesta aus Toulouse. Viele Ausstattungsgegenstände der Kirche stammen aus dem 18. bis 20. Jahrhundert und sind als nationale Kulturgüter registriert.[9][10] Auf dem Tabernakel des Nebenaltars steht eine Marienstatus, die Hände zum Beten gefaltet und die Augen auf den Himmel gerichtet. Sie trägt ihre traditionelle Kleidung, ein langes, weißes Kleid und ein blaues Umhängetuch, ebenso wie auf einem Gemälde an der Wand der Kirche dargestellt. In diesem Motiv schwebt sie im Himmel, von Engeln umgeben.[11][12]

- Schloss von Gayon. Es wurde von den lokalen Grundherrn im 13. oder 14. Jahrhundert östlich einer mittelalterlichen Erdhügelburg errichtet. Das Wohnhaus ist im 16. Jahrhundert größtenteils umgebaut, im Zuge dessen wurden Zwillingsfenster im Stil der Zeit eingesetzt. Ein Jahrhundert später wurde ein viereckiger Turm an den Wohntrakt angebaut. Die Innenausstattung datiert aus dem Ende des 18. Jahrhunderts, 1866 wurden umfangreiche Restaurierungen durchgeführt. Der einzige Überrest vom ursprünglichen Bauwerk ist ein runder Turm im westlichen Teil, an dem sogar heute noch zwei Bogenscharten zu erkennen sind. In der Karte von Cassini aus dem Jahre 1750 ist das Schloss östlich vom Ortskern zu erkennen.[13][14]

- Gebäude Lauga. Die adelige Familie Lauga gab dem Gebäude seinen Namen, das zu Beginn des 17. Jahrhunderts erbaut wurde, wie die Jahreszahl 1607 auf dem Sturz über dem Kamin im Erdgeschoss eröffnet.[15]

## Wirtschaft und Infrastruktur

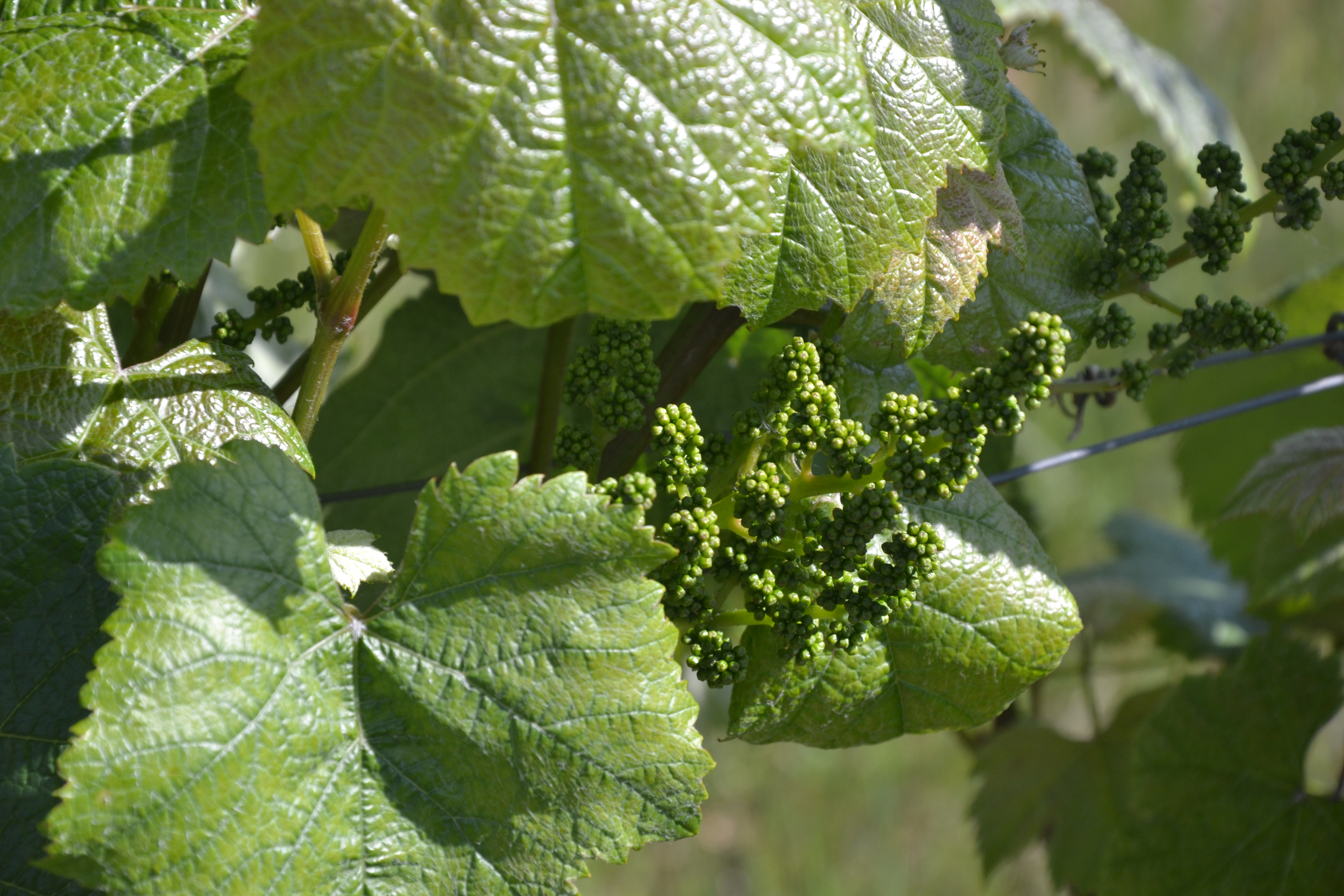
Weinrebe der AOC Pacherenc du Vic-Bilh

Die Landwirtschaft ist traditionell der wichtigste Wirtschaftsfaktor der Gemeinde. Gayon liegt in den Zonen AOC der Weinanbaugebiete des Béarn, Madiran und Pacherenc du Vic-Bilh.

### Verkehr
Gayon wird durchquert von den Routes départementales 143 und 228.